# Jean-Claude Magnan
Jean-Claude Magnan (ur. 4 czerwca 1941 w Aubagne) – francuski florecista, wielokrotny medalista igrzysk olimpijskich i mistrzostw świata.
Na igrzyskach olimpijskich w Rzymie w 1960 roku w zawodach indywidualnych odpadł w ćwierćfinałach, a w zawodach drużynowych był piąty. Na rozgrywanych cztery lata później igrzyskach olimpijskich w Tokio wywalczył indywidualnie srebrny medal. W rundzie finałowej wygrał dwie z trzech walk i uplasował się tylko za Polakiem Egonem Franke. Ponadto Francuzi w składzie: Jean-Claude Magnan, Daniel Revenu, Jacky Courtillat, Pierre Rodocanachi i Christian Noël zajęli tam drużynowo trzecie miejsce. Kolejny medal zdobył na igrzyskach olimpijskich w Meksyku w 1968 roku, gdzie wspólnie z Noëlem, Revenu, Berolattim i Dimontem zdobył złoty medal. Indywidualnie zajął piąte miejsce. Brał też udział w igrzyskach olimpijskich w Monachium w 1972 roku, gdzie reprezentacja Francji w składzie: Jean-Claude Magnan, Christian Noël, Daniel Revenu, Bernard Talvard i Gilles Berolatti zdobyła drużynowo brązowy medal. W turnieju indywidualnym tym razem nie startował.
Podczas mistrzostw świata w Gdańsku w 1963 roku zdobył indywidualnie złoty medal, wyprzedzając Ryszarda Parulskiego i Egona Franke. Zdobył tam również brązowy medal w turnieju drużynowym. Wyniki te powtórzył na rozgrywanych dwa lata później mistrzostwach świata w Paryżu. Na mistrzostwach świata w Moskwie w 1966 roku zdobył indywidualnie srebrny medal, przegrywając tylko z Giermanem Swiesznikowem z ZSRR. Zdobył ponadto złoty medal drużynowo na mistrzostwach świata w Wiedniu w 1971, gdzie startował razem z Bernardem Talvardem, Christianem Noëlem, Danielem Revenu i Bruno Boscherie.
Podczas ceremonii otwarcia IO 1972 był chorążym reprezentacji Francji.
Wielokrotnie był mistrzem Francji (1960, 1962, 1965, 1968, 1971, 1972).